# Tímea Nagy
Tímea Nagy (Budapest, 22 de agosto de 1970) es una deportista húngara que compitió en esgrima, especialista en la modalidad de espada.
Participó en tres Juegos Olímpicos de Verano, obteniendo en total dos medallas de oro, en Sídney 2000 y en Atenas 2004, ambas en la prueba individual, además de un cuarto lugar en Atlanta 1996, en el torneo por equipos.
Ganó ocho medallas en el Campeonato Mundial de Esgrima entre los años 1992 y 2006, y cuatro medallas en el Campeonato Europeo de Esgrima entre los años 1995 y 2007.

## Palmarés internacional
| Juegos Olímpicos   | Juegos Olímpicos            | Juegos Olímpicos  | Juegos Olímpicos   |
| Año                | Lugar                       | Medalla           | Prueba             |
| ------------------ | --------------------------- | ----------------- | ------------------ |
| 2000               | Sídney (Australia)          | Medalla de oro    | Espada individual  |
| 2004               | Atenas (Grecia)             | Medalla de oro    | Espada individual  |
| Campeonato Mundial |                             |                   |                    |
| Año                | Lugar                       | Medalla           | Prueba             |
| 1992               | La Habana (Cuba)            | Medalla de oro    | Espada por equipos |
| 1993               | Essen (Alemania)            | Medalla de oro    | Espada por equipos |
| 1995               | La Haya (Países Bajos)      | Medalla de oro    | Espada por equipos |
| 1997               | Ciudad del Cabo (Sudáfrica) | Medalla de oro    | Espada por equipos |
| 1999               | Seúl (Corea del Sur)        | Medalla de oro    | Espada por equipos |
| 2001               | Nimes (Francia)             | Medalla de bronce | Espada por equipos |
| 2003               | La Habana (Cuba)            | Medalla de bronce | Espada por equipos |
| 2006               | Turín (Italia)              | Medalla de oro    | Espada individual  |
| Campeonato Europeo |                             |                   |                    |
| Año                | Lugar                       | Medalla           | Prueba             |
| 1995               | Keszthely (Hungría)         | Medalla de oro    | Espada individual  |
| 1999               | Bolzano (Italia)            | Medalla de bronce | Espada por equipos |
| 2006               | Esmirna (Turquía)           | Medalla de plata  | Espada por equipos |
| 2007               | Gante (Bélgica)             | Medalla de plata  | Espada por equipos |